# Atarba verticalis
Atarba verticalis är en tvåvingeart som först beskrevs av Alexander 1929.  Atarba verticalis ingår i släktet Atarba och familjen småharkrankar. Inga underarter finns listade i Catalogue of Life.